# 紫冕蜂鸟
紫冕蜂鸟（学名：Boissonneaua jardini）是雨燕目蜂鸟科的一种鸟类。
紫冕蜂鸟体重约9.1克，翼长约75毫米，嘴峰长约23.7毫米，喙宽度约2.8毫米，喙厚度约2.2毫米，跗蹠长约7.4毫米，尾长约45.4毫米。紫冕蜂鸟在其分布区内为留鸟，其栖息在密集的高大树木组成的森林中，食性为草食性，主要食物来源是植物的花蜜。
紫冕蜂鸟分布于哥伦比亚西南部和厄瓜多尔西北部的西安第斯山脉。该物种是单型物种，没有亚种分化。